# Rheum wittrockii
Rheum wittrockii är en slideväxtart som beskrevs av Lundstrom. Rheum wittrockii ingår i släktet rabarbersläktet, och familjen slideväxter. Inga underarter finns listade i Catalogue of Life.